# Azulejo de censo

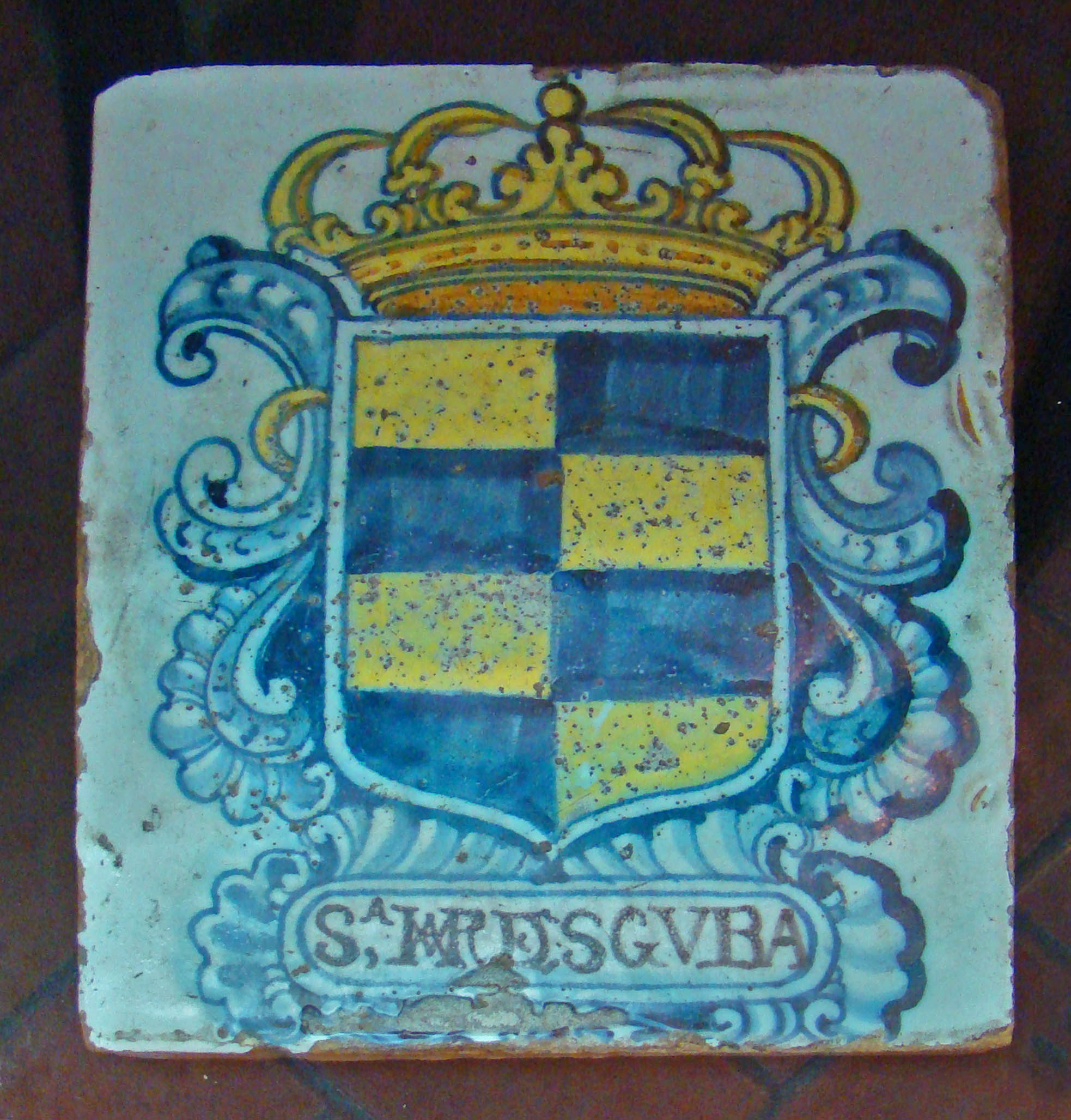
Azulejo del censo del Hospital de Esgueva en Valladolid. Museo de Valladolid en el palacio de Fabio Nelli.

Los azulejo de censo o azulejo de propio, son los que se colocan en las fachadas de las casas a partir del siglo xviii, principalmente conventos, instituciones religiosas y edificios singulares, para dar cuenta de la propiedad y a veces completados con el número de inventario en Hacienda.
Hacia 1771, mediante la Real Cédula de 13 de agosto de 1769, se hizo en Sevilla una división municipal administrativa, diferenciada con tres tipos de azulejos (conocidos como azulejos de Olavide, por ser el apellido del asistente de esta división):

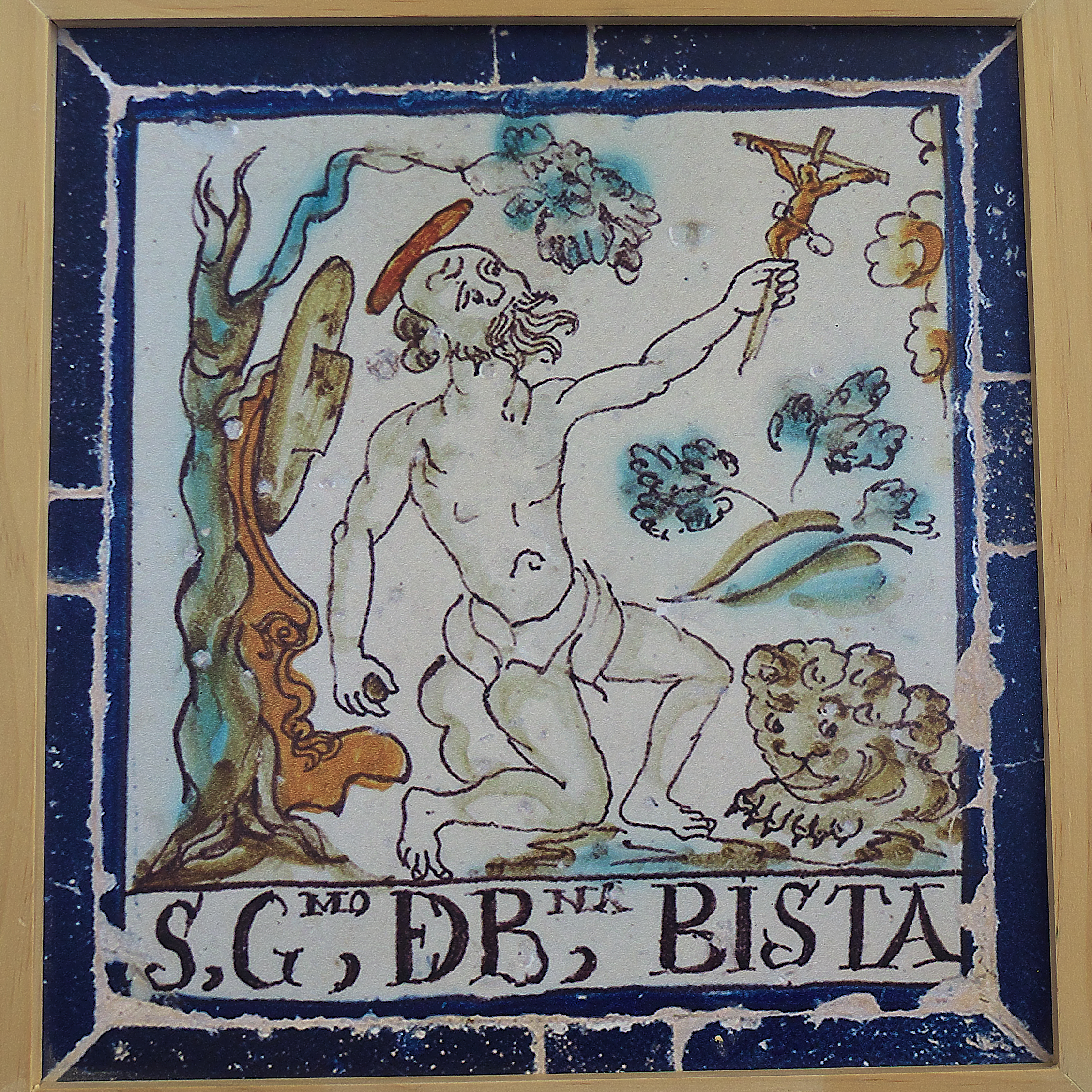
Monasterio de San Jerónimo de Buenavista, Sevilla.

 unos indican el número de la casa, otros el nombre de la calle, y otros con el cuartel, barrio y manzana administrativa. Se conservan algunos en sus ubicaciones originales a pesar del vandalismo y el mercado negro.